# Los misterios de Jesús. El origen oculto de la religión cristiana
Los misterios de Jesús. El origen oculto de la religión cristiana es un libro de Timothy Freke y Peter Gandy publicado en 1999. El libro plantea la hipótesis de que Jesús de Nazaret no existió realmente, sino que fue un mito de origen judío, al modo de Dioniso en la mitología griega.
Freke y Gandy basan la tesis de los Misterios de Jesús en parte de una serie de paralelismos entre la biografía de Osiris-Dioniso y la biografía de Jesús deducida de los cuatro evangelios canónicos. La reconstrucción del mito de Osiris-Dioniso, compilado de los mitos antiguos de muerte y resurrección de los "Hombres de Dios" llevan un parecido llamativo a los relatos del evangelio. Los autores dan una corta lista de paralelismos en el principio del libro:
- Osiris-Dioniso es Dios que se hizo carne, el salvador y "el Hijo de Dios."
- Su padre es Dios y su madre es una virgen mortal.
- Nace en una cueva o el retablo humilde el 25 de diciembre delante de tres pastores.
- Ofrece a sus seguidores la oportunidad de nacer de nuevo por los ritos del bautismo.
- Convierte milagrosamente el agua en el vino en una boda.
- Entra triunfalmente al pueblo montado en un asno mientras las personas ondean las hojas de palmera para honrarlo.
- Muere en Pascua como un sacrificio para los pecados del mundo.
- Después de su muerte, desciende al infierno, entonces en el tercer día, sube desde la muerte y asciende al cielo en la gloria.
- Sus seguidores esperan su retorno como el juez durante los Últimos Días.
- Su muerte y resurrección son famosas por una comida ritual de pan y vino que simbolizan su cuerpo y sangre. [1]

Después los capítulos agregan más paralelos. Según Los Misterios de Jesús, la Cristiandad originada como una versión judaizada de los misterios de las religiones paganas. Los judíos helenizados escribieron una versión del mito del "Hombre Dios" que incorpora los elementos judíos. Los iniciados aprendieron el mito y sus significados alegóricos a través de los Misterios Exteriores e Interiores (un modelo similar de Misterios Mayores y Menores, eran parte de los misterios paganos eleusianos; el mitraísmo fue estructurado alrededor de siete iniciaciones). En algún punto, los grupos de cristianos que había experimentado sólo los Misterios Exteriores fueron separados de los Mayores de la religión y se olvidaron que hubo una segunda iniciación. Después, cuando ellos encontraron grupos que habían retenido los Misterios Internos, los "cristianos literalistas" atacaron a los "gnósticos" por clamar que los literalistas vieron como falso conocimiento y falsa iniciación. Los literalistas ganaron, casi exterminando a los gnósticos y llegando a ser la Iglesia Católica y sus descendientes modernos.

## Objeciones al libro
Al margen de la hipótesis de que Jesús de Nazaret pudo ser un personaje mitológico, algunos historiografistas han planteado ciertas críticas metodológicas respecto al libro:
- Timothy Freke expone que la referencia extrabíblica más directa de Jesús de Nazaret (el testimonio flaviano) está falsificada, pero omite, sin ninguna justificación, que en otro capítulo (c. XX) del mismo libro de Flavio Josefo se hace referencia expresa a Santiago el Justo, hermano de Jesús de Nazaret. Afirma que no hay mención a Jesús en Flavio Josefo, cuando no da ninguna explicación que excluya la mención del capítulo XX, que no menciona, y que todo experto en el tema conoce.
- Si bien expone la horquilla datacional del Evangelio de Marcos, en el caso del libro de Hechos de los Apóstoles elige la más tardía, sin ninguna explicación, omitiendo la horquilla datacional. Da una falsa impresión de que la datación que expone es la única posible, cuando es la opinión minoritaria. Puede optarse por la datación minoritaria, pero debe justificarse.
- Si bien menciona ciertas contradicciones en pequeños detalles entre Hechos de los Apóstoles y algunas cartas de Pablo, omite un aspecto conocido por los expertos en el tema: los denominados "párrafos-nosotros" del libro de Hechos, parecen ser de un testigo presencial, ya que sus referencias topográficas y eponímicas, así como la mención a personajes ilustres, han sido corroborados por pruebas arqueológicas independientes.
- Freke critica extensamente las diferencias entre los evangelios de Mateo y Lucas, especialmente en lo referente a los relatos de infancia, cuando la mayoría de expertos, dentro y fuera del cristianismo, coinciden en que son relatos con escaso contenido histórico, en su mayor parte alegóricos.
- No se analiza en profundidad por qué Pablo de Tarso habla en sus cartas acerca de Santiago "el hermano del Señor". Pablo sólo da el título de "Señor" a Jesús. Si Jesús no existió, debe razonarse por qué se le da a unos pocos Apóstoles, de entre la primitiva comunidad, el título de "hermano del Señor". Este es un tema que apenas es tratado en el libro.